# Baráti Kristóf
Baráti Kristóf (Budapest, 1979. május 17.–) Kossuth-díjas és Liszt Ferenc-díjas magyar hegedűművész.

## Élete
Zenész családból származik, így első hegedűtanára édesanyja, Kákonyi Borbála volt. 2 és 12 éves kora között Venezuelában élt, nyolcévesen itt adta első zenekari kíséretes koncertjét.
Visszatérve szülőföldjére a Zeneakadémia Kiemelt Tehetségek Osztályában Szenthelyi Miklós és Tátrai Vilmos voltak tanárai. 1998-tól Párizsban tanult Eduard Wulfson irányítása alatt, aki az orosz hegedűiskola hagyományait Nathan Milsteintől, David Ojsztrahtól és Henryk Szeringtől tanulta.
Itthon rendszeresen szerepel a Nemzeti Filharmonikus Zenekarral, a Budapesti Fesztiválzenekarral és a MÁV Szimfonikus Zenekarral. 2004 augusztusában háromhetes koncertkörúton vett részt Ausztráliában nagy sikerrel. 2005-ben Amszterdamban, a Concertgebouw-ban szerepelt a Mendelssohn-hegedűversennyel.
Kocsis Zoltán így vélekedett Barátiról: „Mind virtuozitásának, mind pedig a zenekarral létrehozott nagyszerű összhangnak köszönhetően kitűnő szólistának tartom.”
Jelenleg az 1703-ban készült „Lady Harmsworth” Stradivariuson játszik, a chicagói Stradivari Alapítványnak köszönhetően.
A https://www.youtube.com oldalon Paganini, Ernst, Ysaÿe, J. S. Bach, Mendelssohn, Csajkovszkij és Sarasate művei megtekinthetők Baráti Kristóf előadásában. 2011-ben legmagasabb zenei elismerést, a Liszt Ferenc-díjat, három év múlva pedig a magyar állam által adható legrangosabb kitüntetést, a Kossuth-díjat kapta meg a Magyar Köztársasági Elnöktől.
2015-től Várdai Istvánnal együtt a Kaposvári Nemzetközi Kamarazenei Fesztivál új művészeti vezetője lett.

## Jelentősebb sikerei
- 1995: Gorizia, „Lipizer” Nemzetközi Verseny – első díj
- 1996: Párizs, „Jacques Thibaud” Nemzetközi Verseny – második díj
- 1997: Brüsszel, „Erzsébet Királyné” Nemzetközi Verseny – harmadik díj, közönségdíj
- 2001 óta több Franciaországban rendezett nemzetközi mesterkurzuson is tanított, köztük a Sorbonne nyári fesztiválján.
- 2004 júliusában Modenába és Puigcerdába hívták meg mesterkurzust tartani.
- 2010: Moszkva, „Paganini” Nemzetközi Verseny - első díj

## Díjai, kitüntetései
- Junior Prima díj (2009)
- Liszt Ferenc-díj (2011)
- Kossuth-díj (2014)
- Bartók–Pásztory-díj (2014)
- Prima díj (2015)